# シャープ (記号)
シャープ（英: sharp）は嬰記号（えいきごう）とも呼ばれ、西洋音楽の五線記譜法による楽譜上で半音あげることを意味する変化記号「♯」を指す。形状のよく似た番号記号 (#) とは別記号。イタリア語ではディエジス (diesis)、フランス語ではディエズ (dièse)、ドイツ語ではクロイツ (Kreuz)と呼ばれる。

## 形状
左右の縦棒は平行に描かれ、左の縦線の右上に右の縦線が来るようにする。交差する斜線は左右の縦線を交差するように描き、2本の斜線は平行になるようにする。平行な斜線は左右にずらさず、同じ位置になるようにする。一般に斜線は縦線よりも太く描かれる。横線を斜線で表記する理由は五線譜の横線と被らないようにするためである。

## ダブルシャープ
ダブルシャープは×のような記号で半音あげ、さらに半音あげる記号である。重嬰記号とも呼ばれる。
さらにシャープを加えた「トリプルシャープ」もあり、一全音半上げることになる。シャルル＝ヴァランタン・アルカンの『四つの時代』の第2楽章などで見ることができる。
ただし、一般にシャープを３つ以上使う意味はなく、別の表記を採用すれば済むのであって、このように３つ以上のシャープが書かれている場合はそのような表記に妥当性が存在するかどうかの検討が必要である。

## シャープを用いる固有名詞
- sharp ♯ - ねごとの楽曲。

## 番号記号をシャープと呼ぶ固有名詞
- C# - プログラミング言語。発音は「シー・シャープ」。
- F# - プログラミング言語。発音は「エフ・シャープ」。
- J# - プログラミング言語。発音は「ジェイ・シャープ」。
- #ダイヤル - NTTの短縮ダイヤルの商品名。発音は「シャープダイヤル」。

## 文字コード
| 記号 | Unicode | JIS X 0213 | 文字参照            | 名称                              |
| ---- | ------- | ---------- | ------------------- | --------------------------------- |
| ♯    | U+266F  | 1-2-84     | &#x266F; &#9839;    | シャープ music sharp sign         |
| 𝄪    | U+1D12A | -          | &#x1D12A; &#119082; | musical symbol double sharp       |
| 𝄰    | U+1D130 | -          | &#x1D130; &#119088; | musical symbol sharp up           |
| 𝄱    | U+1D131 | -          | &#x1D131; &#119089; | musical symbol sharp down         |
| 𝄲    | U+1D132 | -          | &#x1D132; &#119090; | musical symbol quarter tone sharp |